# Games for May
Games for May (с англ. — «Игры для мая») — концерт британской группы Pink Floyd, состоявшийся в 12 мая 1967 года в Куин Элизабет Холле (Queen Elizabeth Hall) в Лондоне, один из первых значительных концертов группы. Концерт продолжался около двух часов, сопровождался звуковыми и визуальными эффектами и грандиозным шоу.
Большинство композиций, исполненных на концерте, написаны тогдашним лидером группы Сидом Барретом и вошли в её дебютный альбом The Piper at the Gates of Dawn, который вышел три месяца спустя.

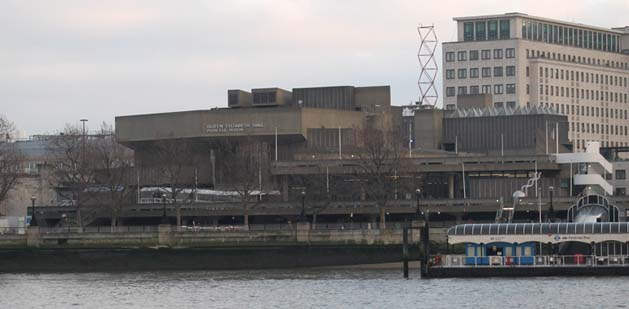
Куин Элизабет Холл (фото начала XXI века).

## Список композиций
Автор песен Сид Баррет (Barrett) кроме отмеченного.
- Dawn (магнитофонная запись)
- «Matilda Mother»
- «Flaming»
- «The Scarecrow»
- «See Emily Play»
- «Bike»
- «Arnold Layne»
- «Candy and a Currant Bun»
- «Pow R. Toc H.» (Barrett, Waters, Wright, Mason)
- «Interstellar Overdrive» (Barrett, Waters, Wright, Mason)

Psychedelic Games For May (CD).

- Bubbles (магнитофонная запись)
- Ending (магнитофонная запись)

на бис:
- «Lucifer Sam»

## Psychedelic Games for May
В январе 1996 года лейбл See For Miles Records издал бутлег под названием Psychedelic Games For May, содержащий композиции Pink Floyd эпохи Сида Баррета и некоторые более ранние, созданные ещё до формирования группы, миксы ранних синглов и нереализованный сингл «Scream Thy Last Scream»/«Vegetable Man». Записями с концерта «Games for May» содержимое этого бутлега не является.